# یواس‌ان‌اس ورسی (تی-ای‌جی‌اواس-۱۴)
یواس‌ان‌اس ورسی (تی-ای‌جی‌اواس-۱۴) (به انگلیسی: USNS Worthy (T-AGOS-14)) یک کشتی است که طول آن ۲۲۴ فوت (۶۸ متر) می‌باشد. این کشتی در سال ۱۹۸۸ ساخته شد.